# Proteorodopsyna

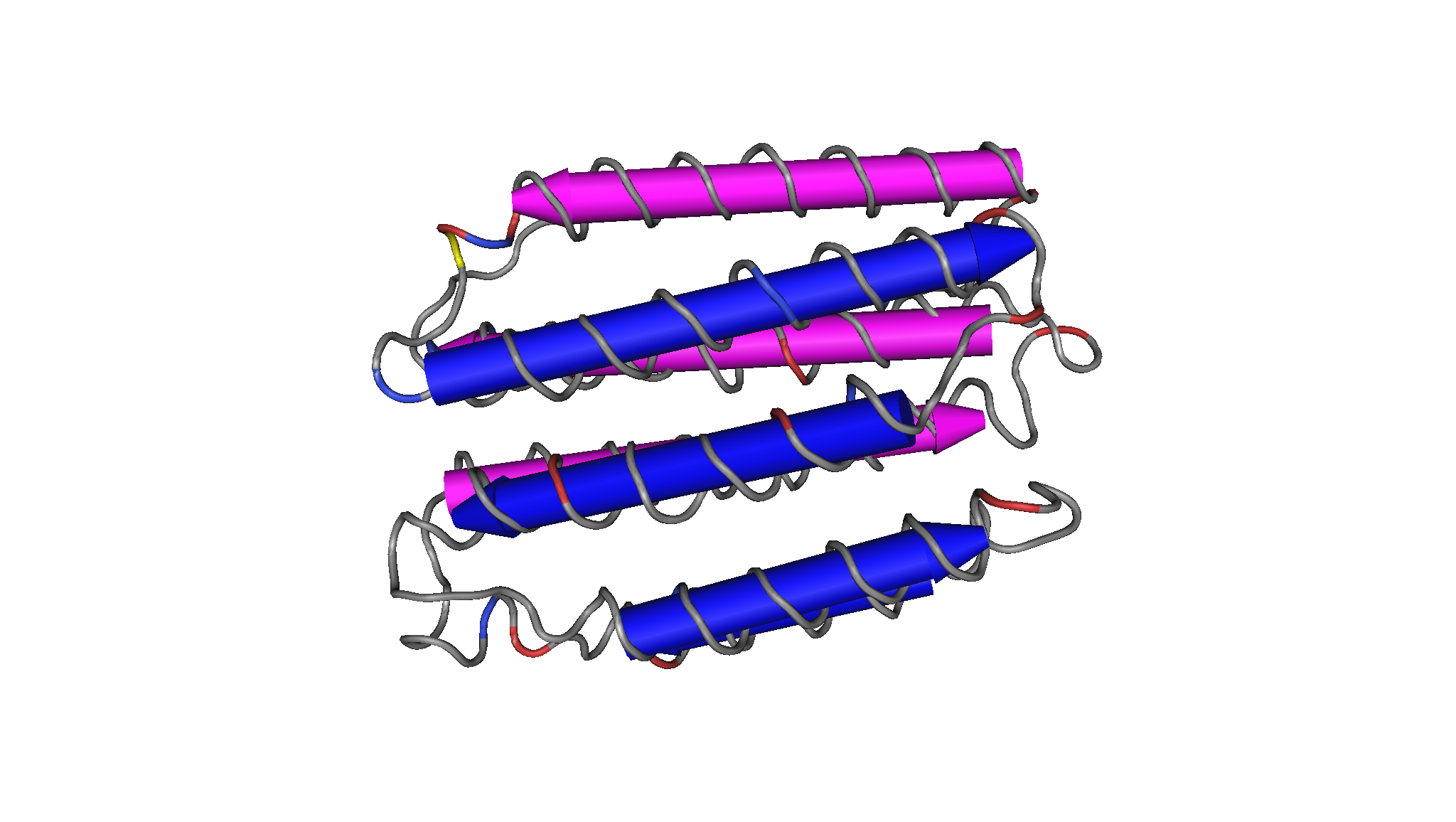
Schemat budowy proteorodopsyny

Proteorodopsyna – białko występujące u morskich organizmów planktonowych, należących do bakterii, archeowców i eukariotów. Jest białkiem transbłonowym zawierającym retinal i pełni funkcje pompy protonowej. Właściwości białka mogą być wykorzystywane przez organizmy do wytwarzania ATP w formie fotoautotrofizmu zbliżonego do fotosyntezy. Znanych jest wiele wariantów proteorodopsyny o różnych widmach absorpcji. U części organizmów białko spełnia funkcje sensoryczne. Geny umożliwiające wykorzystanie proteorodopsyny rozpowszechniły się wśród organizmów planktonicznych w wyniku poziomego transferu genów. Prawdopodobnie przeniesienie genów proteorodopsyny jest stosunkowo częstym i skoordynowanym wydarzeniem ewolucyjnym.

## Odkrycie
Proteorodopsyna została odkryta w roku 2000. Początkowo stwierdzono jej obecność w błonach komórkowych γ-proteobakterii występujących we wschodniej i północnej części Oceanu Spokojnego, a następnie również u mikroorganizmów żyjących w północnej części Oceanu Atlantyckiego, w Oceanie Południowym i Arktycznym. Odmienne warianty genu kodującego proteorodopsynę stwierdzono u organizmów żyjących w Morzu Śródziemnym, Morzu Czerwonym, Morzu Sargassowym i Morzu Japońskim. Wykazano też obecność proteorodopsyny u bakterii powszechnie występującej w morzach. Warianty proteorodopsyny z różnych lokalizacji charakteryzują się odmiennym rozkładem maksimów absorpcji umożliwiając dostosowanie się organizmów do warunków oświetleniowych zależnych od położenia geograficznego i głębokości.

## Budowa i działanie
Proteorodopsyna wykazuje duże podobieństwo do bakteriorodopsyny, występującej u archeowców. Centrum aktywne bakteriorodopsyny Asp 82, Asp85 (pierwotny akceptor protonu), Asp212 i Lys216 (miejsce wiązania retinalu) jest zachowane w proteorodopsynie jako Arg94, Asp97 i Lys231. Brak jest jednak występującego w bakteriorodopsynie kwasu karboksylowego w postaci Glu194 lub Glu204, który prawdopodobnie jest odpowiedzialny za uwalnianie protonu po zewnętrznej stronie błony komórkowej.
Proteorodopsyna w komórkach organizmów planktonicznych spełnia funkcje pompy protonowej napędzanej światłem. Umożliwia przetrwanie organizmom żyjącym w wierzchniej warstwie oceanów, w warunkach niedostatku substancji pokarmowych. Doświadczalnie potwierdzono, że światło powoduje wzmożony rozwój bakterii w porównaniu z bakteriami hodowanymi w ciemności. Chromofor w postaci retinalu jest kowalencyjnie związany z apoproteiną tworząc zasadę Schiffa z udziałem Lys231. W wyniku oświetlenia zmianie ulega konformacja wiązań z wyłącznie trans do 13-cis. Model działania białka został stworzony w oparciu o badania z wykorzystaniem spektroskopii fourierowskiej oraz spektroskopii UV-VIS.

## Inżynieria genetyczna
Gen kodujący proteorodopsynę po przeniesieniu do komórki Escherichia coli umożliwiał zmodyfikowanej bakterii przenoszenie protonów przez błonę komórkową w obecności światła. Potwierdzono również, że gradient protonowy może być wykorzystany do syntezy ATP.